# Karl Kobelt

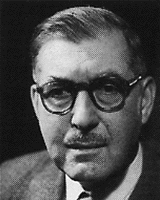
Karl Kobelt

Karl Kobelt (ur. 1 sierpnia 1891, zm. 6 stycznia 1968) – szwajcarski polityk, członek Rady Związkowej od 10 grudnia 1940 do 5 listopada 1954. Kierował departamentem obrony (1940-1954).
Był członkiem Radykalno-Demokratycznej Partii Szwajcarii.
Pełnił także funkcje wiceprezydenta (1945, 1951) i prezydenta (1946, 1952) Konfederacji.